# Rallye Safari
Die Safari Rallye wird von vielen als die härteste Rallye angesehen.
Sie war für viele Jahre ein Lauf zur Rallye-Weltmeisterschaft, bis sie 2003 aus Mangel an Finanzierung und Organisation den WM-Status verlor. Die kenianische Regierung versuchte, den WM-Status wiederzuerlangen, was 2020 auch gelang.
Zwischenzeitlich war die Veranstaltung von 2003 bis 2019 ein Teil der Afrikanischen Rallye-Meisterschaft.
Die Kenianer Shekhar Mehta und Carl Tundo sind mit je fünf Siegen die erfolgreichsten Teilnehmer.

## Gesamtsieger
| Jahr  | Rallye                        | Fahrer                       | Beifahrer                    | Auto                          | Status                                                              |
| ----- | ----------------------------- | ---------------------------- | ---------------------------- | ----------------------------- | ------------------------------------------------------------------- |
| 19531 | 01. Coronation Safari         | Kein Gesamtsieger ermittelt  | Kein Gesamtsieger ermittelt  | Kein Gesamtsieger ermittelt   |                                                                     |
| 19541 | 02. Coronation Safari         | D. P. Marwaha                | Vic Preston sr.              | VW Käfer                      |                                                                     |
| 19551 | 03. Coronation Safari         | D. P. Marwaha                | Vic Preston sr.              | Ford Zephyr Mk1               |                                                                     |
| 19561 | 04. Coronation Safari         | Eric Cecil                   | Tony Vickers                 | DKW                           |                                                                     |
| 19571 | 05. Coronation Safari         | Gus Hofmann                  | Arthur Burton                | Volkswagen 1200               |                                                                     |
| 19581 | 06. Coronation Safari         | Ernest Morris Temple-Boreham | Mike P. Armstrong            | Auto Union 1000               |                                                                     |
| 19591 | 07. Coronation Safari         | Bill Fritschy                | Jack Ellis                   | Mercedes-Benz 190             |                                                                     |
| 19601 | 08. East African Safari       | Bill Fritschy                | Jack Ellis                   | Mercedes-Benz 190             |                                                                     |
| 19611 | 09. East African Safari       | John Manussis                | Bill Coleridge David Beckett | Mercedes-Benz 220SE           |                                                                     |
| 19621 | 10. East African Safari       | Tommy Fjastad                | Bernhard Schmider            | Volkswagen 1200               |                                                                     |
| 19631 | 11. East African Safari       | Nick Nowicki                 | Paddy Cliff                  | Peugeot 404                   |                                                                     |
| 19641 | 12. East African Safari       | Peter Hughes                 | Bill Young                   | Ford Cortina GT               |                                                                     |
| 19651 | 13. East African Safari Rally | Joginder Singh               | Jaswant Singh                | Volvo PV544                   |                                                                     |
| 19661 | 14. East African Safari Rally | Bert Shankland               | Chris Rothwell               | Peugeot 404                   |                                                                     |
| 19671 | 15. East African Safari Rally | Bert Shankland               | Chris Rothwell               | Peugeot 404                   |                                                                     |
| 19681 | 16. East African Safari Rally | Nick Nowicki                 | Paddy Cliff                  | Peugeot 404                   |                                                                     |
| 19691 | 17. East African Safari Rally | Robin C. Hillyar             | John „Jock“ Aird             | Ford P7 20M RS                |                                                                     |
| 19701 | 18. East African Safari Rally | Edgar Herrmann               | Hans Schüller                | Datsun 1600 SSS               | International Championship for Manufacturers                        |
| 19711 | 19. East African Safari Rally | Edgar Herrmann               | Hans Schüller                | Datsun 240Z                   | International Championship for Manufacturers                        |
| 19721 | 20. East African Safari Rally | Hannu Mikkola                | Gunnar Palm                  | Ford Escort RS1600            | International Championship for Manufacturers                        |
| 1973  | 21. East African Safari Rally | Shekhar Mehta                | Lofty Drews                  | Datsun 240Z                   | Rallye-Weltmeisterschaft                                            |
| 1974  | 22. East African Safari Rally | Joginder Singh               | David Doig                   | Mitsubishi Lancer 1600 GSR    | Rallye-Weltmeisterschaft                                            |
| 1975  | 23. Safari Rally              | Ove Andersson                | Arne Hertz                   | Peugeot 504                   | Rallye-Weltmeisterschaft                                            |
| 1976  | 24. Safari Rally              | Joginder Singh               | David Doig                   | Mitsubishi Lancer 1600 GSR    | Rallye-Weltmeisterschaft                                            |
| 1977  | 25. Safari Rally              | Björn Waldegård              | Hans Thorszelius             | Ford Escort RS1800            | Rallye-Weltmeisterschaft                                            |
| 1978  | 26. Safari Rally              | Jean-Pierre Nicolas          | Jean-Claude Lefèbvre         | Peugeot 504 V6 Coupé          | Rallye-Weltmeisterschaft                                            |
| 1979  | 27. Safari Rally              | Shekhar Mehta                | Mike Doughty                 | Datsun 160J                   | Rallye-Weltmeisterschaft                                            |
| 1980  | 28. Safari Rally              | Shekhar Mehta                | Mike Doughty                 | Datsun 160J                   | Rallye-Weltmeisterschaft                                            |
| 1981  | 29. Safari Rally              | Shekhar Mehta                | Mike Doughty                 | Nissan Violet GT              | Rallye-Weltmeisterschaft                                            |
| 1982  | 30. Safari Rally              | Shekhar Mehta                | Mike Doughty                 | Nissan Violet GT              | Rallye-Weltmeisterschaft                                            |
| 1983  | 31. Safari Rally              | Ari Vatanen                  | Terry Harryman               | Opel Ascona 400               | Rallye-Weltmeisterschaft                                            |
| 1984  | 32. Safari Rally              | Björn Waldegård              | Hans Thorszelius             | Toyota Celica TCT             | Rallye-Weltmeisterschaft                                            |
| 1985  | 33. Safari Rally              | Juha Kankkunen               | Fred Gallagher               | Toyota Celica TCT             | Rallye-Weltmeisterschaft                                            |
| 1986  | 34. Safari Rally              | Björn Waldegård              | Fred Gallagher               | Toyota Celica TCT             | Rallye-Weltmeisterschaft                                            |
| 1987  | 35. Safari Rally              | Hannu Mikkola                | Arne Hertz                   | Audi 200 Quattro              | Rallye-Weltmeisterschaft                                            |
| 1988  | 36. Safari Rally              | Miki Biasion                 | Tiziano Siviero              | Lancia Delta Integrale        | Rallye-Weltmeisterschaft                                            |
| 1989  | 37. Safari Rally              | Miki Biasion                 | Tiziano Siviero              | Lancia Delta Integrale        | Rallye-Weltmeisterschaft                                            |
| 1990  | 38. Safari Rally              | Björn Waldegård              | Fred Gallagher               | Toyota Celica GT-4 ST165      | Rallye-Weltmeisterschaft                                            |
| 1991  | 39. Safari Rally              | Juha Kankkunen               | Juha Piironen                | Lancia Delta Integrale 16V    | Rallye-Weltmeisterschaft                                            |
| 1992  | 40. Safari Rally              | Carlos Sainz                 | Luis Moya                    | Toyota Celica Turbo 4WD       | Rallye-Weltmeisterschaft                                            |
| 1993  | 41. Safari Rally              | Juha Kankkunen               | Juha Piironen                | Toyota Celica Turbo 4WD       | Rallye-Weltmeisterschaft                                            |
| 1994  | 42. Safari Rally              | Ian Duncan                   | David Williamson             | Toyota Celica Turbo 4WD       | Rallye-Weltmeisterschaft                                            |
| 19951 | 43. Safari Rally Kenya        | Yoshio Fujimoto              | Arne Hertz                   | Toyota Celica Turbo 4WD       | 2-Liter-Weltcup                                                     |
| 1996  | 44. Safari Rally Kenya        | Tommi Mäkinen                | Seppo Harjanne               | Mitsubishi Lancer Evolution 3 | Rallye-Weltmeisterschaft                                            |
| 1997  | 45. Safari Rally Kenya        | Colin McRae                  | Nicky Grist                  | Subaru Impreza WRC            | Rallye-Weltmeisterschaft                                            |
| 1998  | 46. Safari Rally Kenya        | Richard Burns                | Robert Reid                  | Mitsubishi Carisma GT Evo 4   | Rallye-Weltmeisterschaft                                            |
| 1999  | 47. Safari Rally              | Colin McRae                  | Nicky Grist                  | Ford Focus                    | Rallye-Weltmeisterschaft                                            |
| 2000  | 48. Safari Rally Kenya        | Richard Burns                | Robert Reid                  | Subaru Impreza WRC            | Rallye-Weltmeisterschaft                                            |
| 2001  | 49. Safari Rally Kenya        | Tommi Mäkinen                | Risto Mannisenmäki           | Mitsubishi Lancer Evo 6       | Rallye-Weltmeisterschaft                                            |
| 2002  | 50. Safari Rally Kenya        | Colin McRae                  | Nicky Grist                  | Ford Focus                    | Rallye-Weltmeisterschaft                                            |
| 20031 | 51. Safari Rally Kenya        | Glen Edmunds                 | Titch Phillips               | Mitsubishi Lancer Evolution 6 | Afrikanische Rallye-Meisterschaft                                   |
| 20041 | 52. Safari Rally Kenya        | Carl Tundo                   | Tim Jessop                   | Subaru Impreza                | Afrikanische Rallye-Meisterschaft                                   |
| 20051 | 53. Safari Rally              | Glen Edmunds                 | Des Page-Morris              | Mitsubishi Lancer Evolution 7 | Afrikanische Rallye-Meisterschaft                                   |
| 20061 | 54. Safari Rally              | Azar Anwar                   | George Mwangi                | Mitsubishi Lancer Evolution 6 | Afrikanische Rallye-Meisterschaft                                   |
| 20071 | 55. Safari Rally              | Conrad Rautenbach            | Peter Marsh                  | Subaru Impreza N10            | Intercontinental Rally Challenge, Afrikanische Rallye-Meisterschaft |
| 20081 | 56. Safari Rally              | Lee Rose                     | Piers Daykin                 | Mitsubishi Lancer Evolution 9 | Afrikanische Rallye-Meisterschaft                                   |
| 20091 | 57. Safari Rally              | Carl Tundo                   | Tim Jessop                   | Mitsubishi Lancer Evolution 9 | Intercontinental Rally Challenge, Afrikanische Rallye-Meisterschaft |
| 20101 | 58. Safari Rally              | Lee Rose                     | Piers Daykin                 | Mitsubishi Lancer Evolution 9 | Afrikanische Rallye-Meisterschaft                                   |
| 20111 | 59. Safari Rally              | Carl Tundo                   | Tim Jessop                   | Mitsubishi Lancer Evolution 9 | Afrikanische Rallye-Meisterschaft                                   |
| 20121 | 60. Safari Rally              | Carl Tundo                   | Tim Jessop                   | Mitsubishi Lancer Evolution 9 | Afrikanische Rallye-Meisterschaft                                   |
| 20131 | 61. Safari Rally              | Baldev Chager                | Ravi Soni                    | Mitsubishi Lancer Evo X       | Afrikanische Rallye-Meisterschaft                                   |
| 20141 | 62. Safari Rally              | Baldev Chager                | Ravi Soni                    | Mitsubishi Lancer Evo X       | Afrikanische Rallye-Meisterschaft                                   |
| 20151 | 63. Safari Rally              | Chatthe Jaspreet Singh       | Gurdeep Panesar              | Mitsubishi Lancer Evo X R4    | Afrikanische Rallye-Meisterschaft                                   |
| 20161 | 64. Safari Rally              | Chatthe Jaspreet Singh       | Gurdeep Panesar              | Mitsubishi Lancer Evo X R4    | Afrikanische Rallye-Meisterschaft                                   |
| 20171 | 65. Safari Rally              | Tapio Laukkanen              | Laurence Gavin               | Subaru Impreza WRX STi 4 D R4 | Afrikanische Rallye-Meisterschaft                                   |
| 20181 | 66. Safari Rally              | Carl Tundo                   | Tim Jessop                   | Mitsubishi Lancer Evo X R4    | Afrikanische Rallye-Meisterschaft                                   |
| 20191 | 67. Safari Rally              | Baldev Chager                | Soni Ravi                    | Mitsubishi Lancer Evo X R4    | Afrikanische Rallye-Meisterschaft                                   |
| 2021  | 68. Rallye Safari (Kenia)     | Sébastien Ogier              | Julien Ingrassia             | Toyota Yaris WRC              | Rallye-Weltmeisterschaft                                            |
| 2022  | 69. Rallye Safari (Kenia)     | Kalle Rovanperä              | Jonne Halttunen              | Toyota Yaris WRC              | Rallye-Weltmeisterschaft                                            |
| 2023  | 70. Rallye Safari (Kenia)     | Sébastien Ogier              | Vincent Landais              | Toyota GR Yaris Rally1        | Rallye-Weltmeisterschaft                                            |
| 2024  | 71. Rallye Safari (Kenia)     | Kalle Rovanperä              | Jonne Halttunen              | Toyota GR Yaris Rally1        | Rallye-Weltmeisterschaft                                            |

1 kein WM-Status